# Liste des stations de radio en Suisse
Cet article présente la liste des stations de radio en Suisse. 
Au plus tard le 31 décembre 2026, les radios suisses ont décidé de mettre fin à la diffusion FM. Dans sa séance du 25 octobre 2023, le Conseil fédéral a décidé de prolonger de deux ans les concessions de radiocommunication FM arrivant à échéance en 2024. Au printemps 2023, le numérique atteignait 81%, alors que la FM avait chuté à 19%. Au domicile et sur le lieu de travail, plus de 80% de l'écoute est numérique, tandis qu’en voiture, elle s’élève à 66%. Seuls 8% du public écoutent encore la radio exclusivement via la FM. Seuls les radios équipées de la technologie Digital Audio Broadcasting (DAB+) ou IP pourront capter les stations. 
La société suisse de radiodiffusion et télévision (SSR) annonce en juin 2024 arrêter complètement la diffusion radio FM au 31 décembre 2024 en raison de coûts jugés disproportionnés. Cela concerne les stations en langue française : RTS Première, RTS Espace 2, RTS Couleur 3, RTS Option Musique, mais aussi les stations de la SSR en langue allemande comme la Radio SRF 1 ou en langue italienne comme la RSI Rete Uno. 
Les radios régionales romandes privées annoncent quant à elles après la décision de la SSR en 2024, d'être plutôt dans l'option de prolonger jusqu'à fin 2026 pour éviter de perdre des parts de marché et des revenus publicitaires. Dans un autre domaine, les installations FM des tunnels autoroutiers seront désactivées d’ici la fin 2024 au profit de la réception numérique.

## Les radios du service public (SRG SSR)

### En allemand
- Schweizer Radio und Fernsehen (SRF)
  - Radio SRF 1
  - Radio SRF 2 Kultur
  - Radio SRF 3
  - Radio SRF 4 News
  - Radio SRF Virus
  - Radio SRF Musikwelle

### En français
- Radio télévision suisse  (RTS)
  - RTS Première
  - RTS Espace 2
  - RTS Couleur 3
  - RTS Option Musique

### En italien
- Radiotelevisione svizzera di lingua italiana (RSI)
  - RSI Rete Uno
  - RSI Rete Due
  - RSI Rete Tre

### En romanche
- Radiotelevisiun Svizra Rumantscha (RTR)
  - Radio RTR

### En anglais ou multilingue
- Radio Swiss Classic
- Radio Swiss Pop
- Radio Swiss Jazz
- World Radio Switzerland

## Les radios concessionnées (privées ou associatives)

### En allemand
- My105
- Radio 1
- Radio 105
- Radio 24
- Radio 32
- Radio 3fach (avec redevance)
- Radio Allgäu Hit
- Radio Argovia
- Radio Basel
- Radio Basilisk
- Radio BeO (avec redevance)
- Canal 3 (avec redevance)
- Radio Capital FM
- Radio Central
- Radio Energy Basel
- Radio Energy Bern
- Radio Energy Zürich
- Radio FM1
- Radio Freiburg (avec redevance)
- Radio Grischa (avec redevance)
- Radio Kaiseregg
- Radio Kanal K (avec redevance)
- Radio LoRa (de) (radio associative)
- Radio Munot (avec redevance)
- Radio Neo 1 (avec redevance)
- Radio Pilatus
- Radio RaBe (avec redevance)
- Radio RaSa (avec redevance)
- Radio Rottu Oberwallis (avec redevance)
- Radio Stadtfilter (avec redevance)
- Radio Sunshine
- Radio Top
- Toxic.fm (avec redevance)
- Radio X (avec redevance)
- Radio Zürisee

### En français
- GRRIF
- RFJ (avec redevance)
- RJB (avec redevance)
- RTN (avec redevance)

- Radio ORBITAL
- Canal 3 (avec redevance)
- Radio Chablais (avec redevance)
- Radio Cité (avec redevance)
- Fréquence Banane
- Radio Fribourg (avec redevance)
- La Fabrik
- LFM
- One FM
- Radio Vostok
- Rhône FM (avec redevance)
- Rouge FM
- Radio Lac (précédemment Yes FM)
- RADIO R (Diffuse également sur le Web sur site ou application mobile)

### En italien
- Radio Fiume Ticino (avec redevance)
- Radio R3iii (avec redevance)
- Radio Gwen

## Radio diffusées depuis l’étranger à destination de la Suisse
- Nostalgie Léman
- NRJ Léman
- France Info

## Radios diffusées exclusivement en DAB+, sur le web, par câble ou satellite
- Agaune Radio (FR)
- Radio-Sans-Chaine (FR)
- 23.6 Radio[4] (FR)
- Radiobus.fm (FR), radio en milieu scolaire mis en place en 2002 par la Haute École pédagogique du canton de Vaud HEP, diffuse parfois sur fréquence.
- Génération FM
- Life Channel (DE)
- MagicRadio.ch (FR)
- Meyrin fm (FR)
- RadioActif (FR)
- Back2Noize Radio (FR)
- Radio Eviva (DE)
- Radio Jazz International (DE)
- Radio LuNe (FR)
- Radio Monte Carlo (DE)
- Radio Top Two (DE)
- Rock Nation (DE)
- 7radio (FR)
- Spoon Radio (FR)
- Swiss Music Radio (DE)
- Vibration 108 (FR)
- Radio2Stael (FR)
- Fun radio Suisse (Début 2017)
- Radio People (FR)
- Radio People Music (FR)
- Redline Radio (FR)
- Radio Jura (FR)
- Electronica Léman (FR)
- SKULL FM (FR)
- Fréquence Banane (FR), radio étudiante de l'UNIL, de l'EPFL et de l'UNIGE